# Arthrophyllum
Arthrophyllum là chi thực vật có hoa trong họ Araliaceae.